# La ragazzina

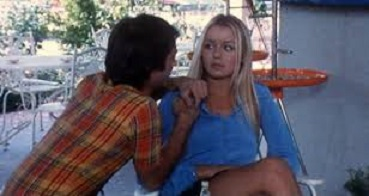
Captura de tela do filme "La Ragazzina" dirigido por Mario Imperoli, lançado em 1974

La ragazzina é um filme italiano de 1974, dirigido por Mario Imperoli e é protagonizado por Gloria Guida.

## Sinopse
O filme conta a história de uma jovem que gosta de um homem tímido e reservado.

## Elenco
Gloria Guida - Monica
Colette Descombes - Sandra Moroni
Andrés Resino - Prof. Bruno De Angelis
Gianluigi Chirizzi - Leo